# Stadtstraße Aspern

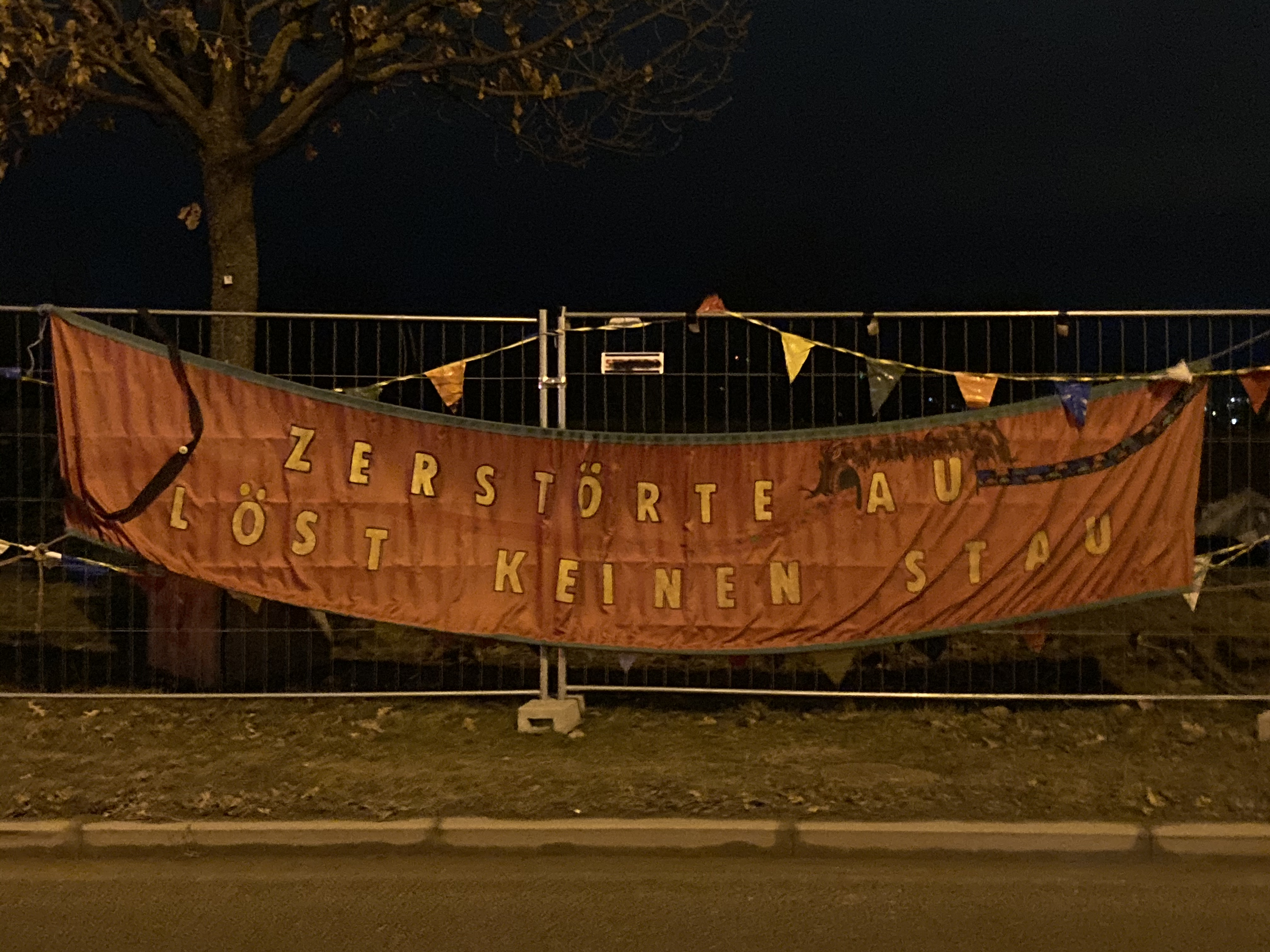
Der Protest richtete sich ursprünglich gegen Lobautunnel und Stadtstraße

Die Stadtstraße Aspern, zumeist einfach Stadtstraße genannt, ist eine 3,321 Kilometer lange, im Bau befindliche Hauptstraße B der Stadt Wien in Österreich. Sie soll die Südosttangente Wien (A 23) am Knoten Hirschstetten mit der geplanten Schnellstraße S1 Spange Seestadt Aspern verbinden, die ab der Anschlussstelle Seestadt Aspern West zur Wiener Außenring Schnellstraße führen soll. Die Umsetzung war von Protesten begleitet.

## Geschichte

### Planung
Drei Überlegungen führten zur Entwicklung der Stadtstraße. Einerseits sollte eine Tangentialverbindung von der A 23 Südosttangente zum Regionenring (der südlich anschließende Lobautunnel wurde am 1. Dezember 2021 vorläufig abgesagt) hergestellt werden. Andererseits befinden sich im nordöstlichen Teil Wiens mehrere Stadtentwicklungsgebiete. Diese neuen Siedlungen liegen direkt an hochrangigen öffentlichen Verkehrsmitteln (U-Bahn, S-Bahn) und sollen eine möglichst mit wenigen Kreuzungen versehene Straße in die Stadt bekommen. Drittens sollen Ortskerne des Wiener Bezirks Donaustadt entlastet werden. Die Planungen reichen über Jahrzehnte zurück.
Vorgesehen sind zwei Autospuren in beide Richtungen, aber keine Fußgänger- und Radwege. Da die Straße 2 Schnellstraßen verbindet, ist Fahrradfahren auf der Straße gesetzlich verboten. Aus Lärmschutzgründen ist die Straße größtenteils tiefer gelegt und wird an zwei Stellen als Tunnel geführt. Als Höchstgeschwindigkeit sind 50 km/h vorgesehen.
Das Projekt wurde einer Umweltverträglichkeitsprüfung unterzogen. Die Wiener Landesregierung erteilte 2018 einen positiven Bescheid. Im Juli 2020 stellte das Bundesverwaltungsgericht in einem Erkenntnis fest, dass die Genehmigung rechtskräftig erteilt wurde.

### Absage des Lobautunnels und Folgen
Nach der Übernahme des Bundesministerium für Klimaschutz, Umwelt, Energie, Mobilität, Innovation und Technologie durch Leonore Gewessler wurden die von Österreich verfolgten Straßenbauprojekte in Hinsicht ihrer Nützlichkeit, ihren Flächenverbrauch und die Klimawirkung evaluiert. Im Zuge dessen kündigte Gewessler im Herbst 2021 an, den Bau des Lobautunnels nicht mehr weiter zu verfolgen. Aufgrund der gesetzlichen Verankerung im Anhang zum BStG stellt die Absage des Bau des Lobautunnel nur eine Einzelmeinung der zuständigen Bundesministerin dar, die tatsächlich zwar zu einer Verzögerung führt, rechtlich aber keine Wirkung hat. Sowohl die von der SPÖ geführte Stadt Wien als auch das angrenzende Bundesland Niederösterreich haben angekündigt, dagegen zu klagen. Für die Gegner wird dadurch, dass der Regionenring nicht geschlossen wird, auch die Stadtstraße beziehungsweise ihre Dimensionierung in Frage gestellt. Die Stadt Wien wiederum, vertreten von Verkehrsstadträtin Ulli Sima, betont, dass eine Umplanung zu einer nicht akzeptierbaren zeitlichen Verzögerung führen würde, weswegen am bisherigen Plan festgehalten werde.

### Besetzung
Ab Ende August 2021 wurden mehrere Baustellen der Stadtstraße von Klimaschutzaktivisten besetzt.
Es handelte sich um die am längsten andauernden Baustellenbesetzungen in der Geschichte Österreichs. Fridays for Future, Extinction Rebellion, System Change not Climate Change, der Wiener Jugendrat und andere wollten damit den Bau der geplanten Stadtstraße und des Lobautunnels verhindern. Den gleichen Zweck verfolgte ein ebenfalls seit August bestehendes, angemeldetes Protestcamp in Hirschstetten. Die Stadt Wien und die Verkehrsstadträtin Sima ließen von der Kanzlei Johannes Jarolim Klagedrohungen an die Besetzer, aber auch an unbeteiligte Verkehrsexperten von der TU Wien wie Barbara Laa und Ulrich Leth verschicken. Annemarie Schlack, Geschäftsführerin von Amnesty International Österreich, sah darin eine sogenannte SLAPP-Klage. Letztendlich wurden aber alle Androhungen an Klagen gegen alle Betroffenen zurückgezogen. Zur gleichen Zeit startete die Stadt Wien eine Inseratenkampagne, die Irrtümer ausräumen sollte.
Am 1. Februar 2022 wurde das Camp von der Polizei auf Aufforderung der Stadtregierung geräumt, zwölf Aktivisten kurzzeitig in Gewahrsam genommen. Die errichteten Bauten wurden zerstört. Als bauvorbereitende Maßnahme wurde parallel mit der Fällung von 380 Bäumen begonnen. Die Aktivisten haben angekündigt, ihren Kampf fortzusetzen. Einige von ihnen schlossen sich dem Aufstand der letzten Generation an und blockierten im Februar 2022 Wiener Hauptverkehrswege. Mitte Februar 2022 wurde bekanntgegeben, dass es keine Klagen gegen die Besetzer und Wissenschafter geben würde. Eine Wiederbesetzung der Baustelle am 25. Mai 2022 wurde umgehend von der Polizei geräumt.

## Kritik
Gegen das Projekt sprechen sich unter anderem die Organisationen Scientists for Future, Forum Wissenschaft & Umwelt, die Wissenschaftler Hermann Knoflacher und Sigrid Stagl aus. Die Gegner fordern ein radikales Umdenken der Verantwortlichen bei der Stadt.
Folgende Kritikpunkte werden mehrfach gegen das Projekt vorgebracht:
| Kritik | Antwort der Stadt |
| --- | --- |
| Die Dimension der Straße mit zwei Spuren in jede Richtung entspricht einer Autobahn | Es wird maximal 50 km/h gefahren. Zudem sind je 2 Spuren in den Tunnel aus sicherheitstechnischen Überlegungen sehr sinnvoll. Zudem hat die Straße eine Kreuzung mit Ampeln und eigene Spuren für den Linienbus.                                  |
| Es wird neuer Verkehr erzeugt, der die belastete Region weiter schädigt | Für die 60.000 Bewohner der neu zu bauenden Siedlungen ist eine Anbindung an höherrangiges Verkehrsnetz notwendig. Insbesondere für das Vorhaben Seestadt Nord wurde diese auch in der Umweltverträglichkeitsprüfung vorgeschrieben.              |
| Durch die Verwendung der geplanten 460 Millionen € für den Ausbau von Nahverkehr und öffentliche Infrastruktur könnte eine deutliche Entlastung erreicht werden, die zudem auch noch beitragen, die Klima-Ziele zu erreichen. | Die Entwicklung der neuen Stadtgebiete dient der Erreichung der Klima-Ziele und spart in Summe CO2 ein. |
| Durch die Absage des Lobautunnels ist eine kleinere Neudimensionierung möglich, da nicht mehr zwei Autobahnen verbunden werden.                                                                                               | Die Straße ist eine Gemeindestraße mit je 2 Fahrspuren und entspricht den verkehrlichen Erfordernissen. Die Straße wird den Verkehr bündeln und raus aus den Ortskernen verlegen. Neben dem Autos werden auch Linienbusse über die Straße fahren. |

2024 wurde dem Bauprojekt der Negativpreis „Neun Plätze, neun Betonschätze“ verliehen.